# Пажава, Дуру Михайлович
Дуру Михайлович Пажава (1921 год, село Кахати, Зугдидский уезд, ССР Грузия — неизвестно, село Кахати, Зугдидский район, Грузинская ССР) — звеньевой колхоза «Коминтерн» Зугдидского района, Грузинская ССР. Герой Социалистического Труда (1948).

## Биография
Родился в 1921 году в крестьянской семье в селе Кахати Зугдидского уезда. После окончания местной начальной школы с конца 1930-х годов трудился в колхозе «Коминтерн» Зугдидского района. В послевоенные годы — звеньевой полеводческого звена в родном колхозе.
В 1947 году звено под его руководством собрало в среднем с каждого гектара по 76 центнеров кукурузы с площади 3 гектара. Указом Президиума Верховного Совета СССР от 21 февраля 1948 года удостоен звания Героя Социалистического Труда за «получение высоких урожаев кукурузы и пшеницы в 1947 году» с вручением ордена Ленина и золотой медали «Серп и Молот» (№ 806).
Этим же указом званием Героя Социалистического Труда были награждены председатель колхоза Валериан Шарванович Тордия, звеньевые Мелитон Васильевич Гугучия, Давид Багратович Нармания, Дмитрий Кибарович Нармания и Джого Эрастович Свирава.
В последующем трудился бригадиром полеводческой бригады в этом же колхозе. После выхода на пенсию проживал в родном селе Кахати Зугдидского района. Дата смерти не установлена.